# Балада о Пат О’Шејн
Балада о Пат О’Шејн је 12. епизода стрип серијала Кен Паркер објављена у Лунов магнус стрипу #466. у јулу 1981. године. Имала је 91 страну. Свеска је коштала 18 динара (1,15 DEM; 0,53 $). Насловну страницу нацртао је Бранислав Керац.

## Оригинална епизода
Оригинална епизода објављена је у мају 1978. године под насловом La Ballata di Pat O’Shane. (Ово је друга епизода којој редакција Дневника није променила оригинални наслов.) Епизоду је нацртао Иво Милацо, а сценарио написао Ђанкарло Берарди. Издавач је италијанска кућа Cepim. Коштала је 400 лира (0,46 $; 0,97 DEM).

## Кратак садржај
Радња се наставља тачно тамо где је прекинута у претходном наставку (ЛМС-460). У мају 1874. год., Кен је оптужен за убиство локалног дилера оружјем у Дирлејну, малом америчком градићу на Аљасци. Локалне власти, међутим, у њему препознају Џејмса В. Латимера, вођу злогласне банде која пљачка становништво у региону. Након што га у намештеном судијском поступку осуђују на смрт, Кена из затвора спашава Пат О’Шејн, девојчица од 14 година. Пат је управо изгубила старијег брата кога је, после партије покера, убио Лени Роскоу, један од чланова Латимерове банде. Пошто је присуствовала суђењу и заљубила у Кена, решила је да му помогне да би повратила 3.000 долара које је њеном брату украо Лени Роскоу.
У потрази за бандом, Кен и Пат прелазе границу и улазе у Канаду, где срећу црвеног доламицу с ким заједно трагају за бандом.

## Значај епизоде
Ова епизода има веома јак емотивни набој и снажно детерминише карактер ове и наредне три епизоде. Иако се налази усред пубертета, Пат покушава да се понаша као одрасла жена, проналазећи гротескне начине да заведе Кена. Тензија између Кена и Пат трају током целог њиховог односа тако што Пат бурно реагује кадгод Кен не би узвратио на њене емоционалне понуде. Кен има велике симпатије за Пат, али не жели љубавни однос. У једном тренутку, Кен губи стрпљење и виче на Пат ”Све има своје границе!”, стављајући јој јасно до знања да је пријатељство међу њима пожељно, али љубавни и сексуални однос није. Њихов однос представља један од најинтересантнијих и најнеуобичајенијих аспеката како целог серијала о Кену Паркеру, тако и свих осталих стрипова који су тада били објављени у бившој Југославији.

## Мотивације
Кен уз помоћ Пат сређује комплетну Латимерову банду. Међутим, као и у претходним епизодама (ЛМС-301, ЛМС-422, ЛМС-439), мотивација за овакво понашање не произилази из Кенове борбе за правду (као код Загора или Великог Блека), већ из потребе да се одужи Пат која му је два пута спасила живот — најпре га је извукла из затвора, а потом онесвешћеног са дна реке. Кен, заправо, све време помаже Пат да поврати 3.000 долара које је од њеног брата украо члан Латимерове банде.